# УТ-3
УТ-3 (Третій канал національного телебачення України) — закритий український телеканал, який вів мовлення на мережі УТ-2.

## Про телеканал
«УТ-3» ділив ефірний час з телеканалом «УТ-2» та російським «РТР». Телеканал був більш молодіжним, і був розрахований на більш прогресивну публіку. Інколи не можна було відрізнити мовлення «УТ-3» від «УТ-2», бо «УТ-3» власний логотип майже не використовував. В ефірі телеканалу були музичні, розважальні та інформаційні програми.

## Історія
Старт каналу «УТ-3» відбувся у суботу 26 вересня 1992 року. Рівно о 19:00, в проміжок часу, який був відведений для ретрансляції «РТР», на екрані з'явився диктор, щоб повідомити глядачів про появу в українському ефірі нового телеканалу, а також заздалегідь вибачився перед глядачами російського каналу за те, що нова телепрограма перекриє їхні улюблені передачі, але прогрес — річ, яку не можна зупинити. У першоий вечір своєї роботи «УТ-3» мовив із "розривом", щоб дати українському глядачеві можливість подивитися рейтингову програму «РТР». 
Оскільки у 1992–1993 роках на каналі «УТ-2» ввечері у повторі  велися трансляції пленарних засідань Верховної Ради України, програми «УТ-3» виходили виключно у вихідні та по понеділках — у дні, коли Верховна Рада не працювала у пленарному режимі. 
У 1994 році продовжувався розвиток «УТ-3». Тепер програми даного каналу виходили в ефір уже не три, а п'ять разів на тиждень: крім середи та четверга і, як і раніше, за спільною мережею з програмами каналів «УТ-2» та «РТР».
«УТ-3» був більш молодіжним каналом, і був розрахований на більш просунуту публіку, ніж «УТ-2». Тому з весни 1993 року «УТ-3» об'єднався з першою комерційною телестудією Києва «Мегапол» для створення спільних програм, які виходитимуть в ефір. Так було створено телеканал «УТ-3» у новій інтерпретації.
14 серпня 1995 року на мережі УТ-2 було припинено мовлення телеканалу «УТ-3». 
Назва «УТ-3» згадується до кінця 1996 року, але здебільшого як мережа УТ-3 (нинішній «Інтер»), а не як телеканал, тому що там ретранслюють програми ОРТ.

## Програми[3]
У перший день роботи в ефірі транслювався мультсеріал «Черепашки-ніндзя», репортаж із республіканського центру обдарованих дітей (виробництва журналістів «УТ-3»), музична програма «Хтось називає це словом джаз», випуск комп'ютерної хроніки (обидві — від американської корпорації «Worldnet»), а також два інформаційних випуска «СІТ-3» від служби інформації «TV Табачук».
Ефірний вечір на каналі «УТ-3» розпочинався з програми «Візитка», ведучий якої представляв та анонсував те, що очікувало на глядачів протягом усього вечірнього сеансу. Крім вже згаданих проектів, в ефірі «УТ-3» транслювалися програми виробництва CNN з українським перекладом, цикли документальних фільмів, ігрові та розважальні проекти. Особливою популярністю користувався проект Анатолія Бондаренка «Хіт-рік» та ігрова програма «Winner», яка готувалася «УТ-3» спільно з київським клубом «Що? Де? Коли?».
«Хіт-рік» був, по суті, першим всеукраїнським телевізійним хіт-парадом: щосуботи в ефірі транслювалося по сім відеокліпів від «топових» закордонних груп та виконавців. І з них два кліпи за участю телеглядачів відбиралися для підсумкової новорічної програми. При цьому для найуважніших та везучих були передбачені призи — щоб отримати їх, треба було вгадати кліпи, які зайняли перші місця в цій самій новорічної програми. 
«Winner» був інтерактивною телевікториною, яка ділилася на дві частини — «Winner До» і «Winner Після». У першій глядачам задавалися питання та варіанти відповідей на них. Кожна відповідь мала свій цифровий номер-код. Глядачам слід було вибрати правильні, на їх погляд, варіанти відповідей, підсумувати цифри та протягом приблизно півгодини (поки на «УТ-3» транслювалася інша програма) додзвонитися до студії та повідомити отриману суму. Після чого настав час другий частини — «Winner Після», коли у студії знову з'являвся ведучий і оголошував правильне число, а також імена телеглядачів, які стали переможцями та на яких чекали призи. Таким чином, глядачам було не обов'язково відповісти правильно на всі питання — головним було везіння у «вгадуванні» контрольної цифри.
Першою з програм продакшен-студії «Мегапол», які вона адаптувала для «УТ-3» став «Джемікс». З переходом на новий канал програма кардинально змінилася: на відміну від «Мегаполу» на 7 каналі, де «Джемікс» виходив у вигляді щоденних тематичних програм, присвячений різним стилям і напрямках музики, «Джемікс» на «УТ-3» був щотижневим годинним проектом. Тому програма була розбита на рубрики — «Музичні новини», «Поп-музика», «Інді-музика», «Хард-рок», «Індепендент», «Українська колекція». Незмінним залишався ведучий програми — Анатолій Вексклярський. Однак на «УТ-3» він вів програму з новою напарницею — Наталією Гуртовою. Прем'єра програми «Джемікс» на «УТ-3» відбулася 22 березня 1993 року о 22:40. 
Також від «Мегаполу» на УТ-3 були наступні програми: 
- «Астрологічний прогноз»
- «Фільмоскоп» — програма про новини кінематографу
- «Привіт-шоу», яка виросла з програми «Привіт» на «Мегаполі» — веселило глядача інсценування відомих анекдотів
- «Ну це вже вообще» (орфографія назви програми збережена) від Віктора та Олени Канісевичів, яка представляла пародії на інформаційні випуски та політичні програми.

## Особистості
Ведучими та журналістами каналу були нині провідні топ-менеджери медіа-бізнесу України:
- Ганна Безлюдна (зараз — керівник медіагрупи Inter Media Group) — у 1992 році була призначена редактором та ведучою «УТ-3»[5])
- Ігор Кондратюк (зараз — телеведучий, телепродюсер, член журі «Х-фактор» та «Україна має талант» на СТБ) — у 1992—1994 роках вів телегру «5+1» на каналі «УТ-3»[6]).
- Анатолій Бондаренко (зараз — журналіст, редактор, телеведучий каналу «Інтер») — у 1992 році був одним із піонерів-відкривачів революційного на той час комерційного незалежного (насамперед від держбюджету) телеканалу «УТ-3», шеф-редактор творчої групи суботнього ефіру, автор та ведучий кількох музичних та розважальних програм («Хіт-Рік», «Для Вас», «Віннер» та інші), співавтор та ведучий «Вечірніх розваг для дорослих». Усі програми особливо цікаві були тим, що виходили у прямому ефірі[7].

- Ганна Безулик (зараз — знаменита українська ведуча каналів «1+1», «5 канал» та «Інтер», з 2016 року доцентка кафедри журналістики та нових медіа Інституту журналістики Київського університету імені Бориса Грінченка[8]) — з січня 1992 року на «УТ-3» була ведучою та журналісткою, працювала у програмах «Winner», «Рідікюль», «Круті новини». Готувала інформаційні матеріали[9].